# Lista locurilor din Satu Mare

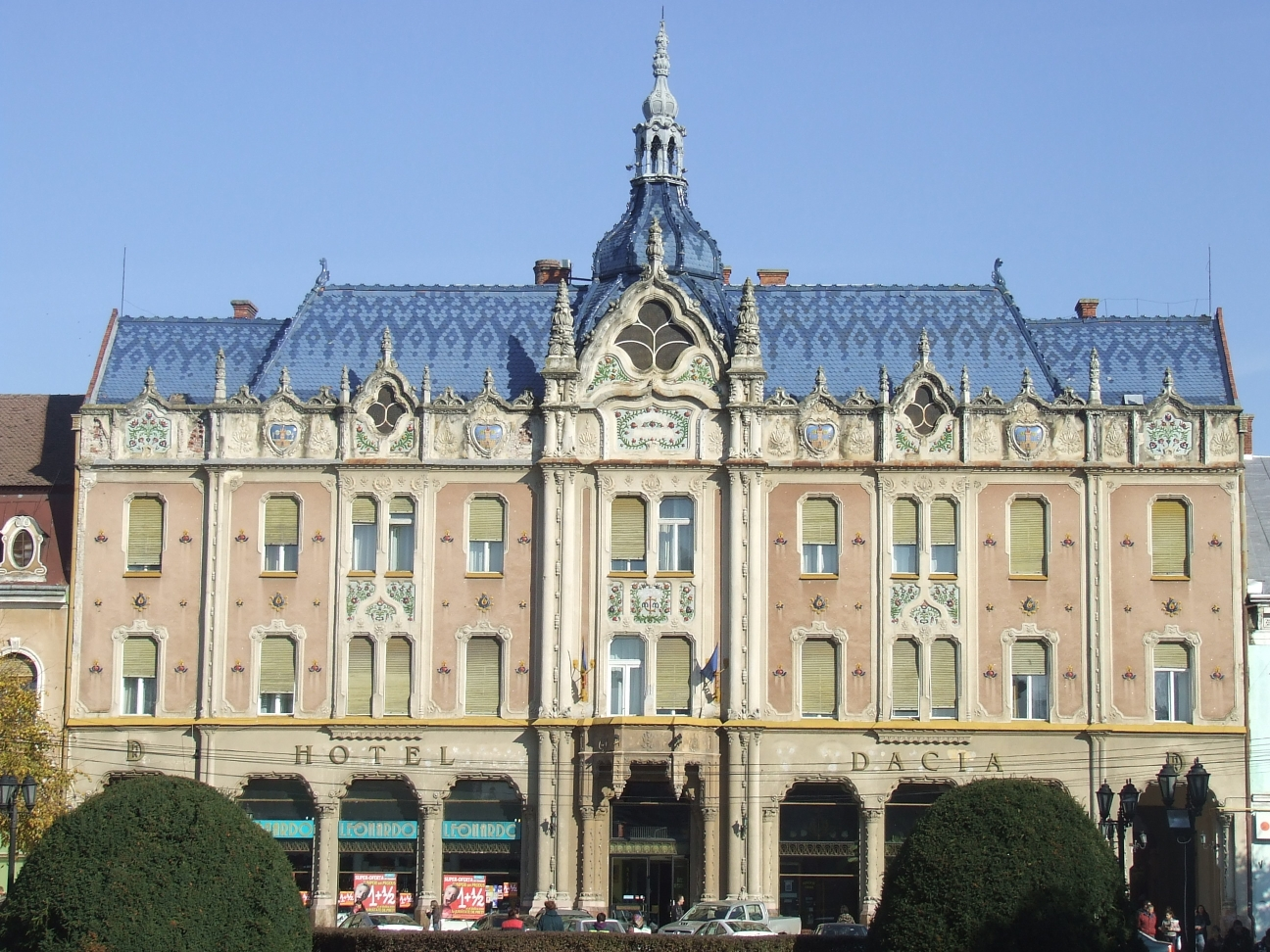
Hotelul Dacia (Pannonia)

Această listă prezintă cele mai importante locuri din Satu Mare.

## Monumente Istorice

### Biserici
- Biserica Reformată cu lanțuri
- Biserica Sf. Arhangheli Mihail și Gavril
- Catedrala Ortodoxă "Adormirea Maicii Domnului"
- Catedrala Romano-Catolică
- Biserica Reformata Kűltelki
- Biserica Calvaria
- Biserica Sfântul Ioan Evanghelistul

### Alte lăcașuri de cult
- Templul Mare din Satu Mare

### Clădiri istorice
- Palatul Episcopal
- Turnul Pompierilor
- Hotelul Dacia[1]

### Alte monumente istorice
- Colegiul Național „Mihai Eminescu” din Satu Mare (fostul colegiu iezuit)

### Statui și monumente comemorative
- Statuia Lupa Capitolina
- Statuia Vasile Lucaciu

## Clădiri culturale
- Teatrul de Nord

## Gări
- Gara Satu Mare

## Muzee
- Muzeul Județean Satu Mare